# UCI-Trial-Weltmeisterschaften/Frauen
Der Trial-Wettbewerb der Frauen wird bei Weltmeisterschaften im Fahrrad-Trial ausgetragen.  Im Gegensatz zu den Wettbewerben für Männer findet er in der offenen Klasse statt, also ohne Unterscheidung nach Raddurchmesser.
Die ersten Weltmeisterinnen wurden 1990 und 1991 ermittelt. Infolge der Abspaltung der BikeTrial International Union verschwand der Wettbewerb anschließend wieder, bevor er 2001 wiederbelebt wurde. Seitdem findet er jedes Jahr statt, mit Ausnahme von 2020, als die Trial-Weltmeisterschaften der Corona-Pandemie zum Opfer fielen. Die beiden ersten Austragungen finden in den Annalen der UCI keine Erwähnung.
Bis einschließlich 2024 begann die Elite-Kategorie bei den Frauen mit 15 Jahren. In der Tat gewannen Karin Moor, Nina Reichenbach, Vera Barón und Alba Riera ihre ersten Titel noch vor Erreichen der Volljährigkeit. Dennoch soll 2025 ein Wettbewerb für Juniorinnen hinzukommen.

## Palmarès
| Jahr      | Austragungsort                      | Gold                                | Silber                              | Bronze                              |
| --------- | ----------------------------------- | ----------------------------------- | ----------------------------------- | ----------------------------------- |
| 1990      | mehrere Orte                        | Helena Kurandová                    | Marietta Ott                        | Nicole Schmelzle                    |
| 1991      | mehrere Orte                        | Helena Kurandová                    | Marina Manzano                      | Nicole Schmelzle                    |
| 1992–2000 | 1992–2000                           | nicht ausgetragen                   | nicht ausgetragen                   | nicht ausgetragen                   |
| 2001      | Vail                                | Karin Moor                          | Floriane Combé                      | Céline Warther                      |
| 2002      | Kaprun                              | Karin Moor                          | Lucie Miramond                      | Floriane Combé                      |
| 2003      | Lugano                              | Karin Moor                          | Ann-Christin Bettenhausen           | Lucie Miramond                      |
| 2004      | Les Gets                            | Karin Moor                          | Ann-Christin Bettenhausen           | Mireia Abant                        |
| 2005      | Livigno                             | Karin Moor                          | Ann-Christin Bettenhausen           | Mireia Abant                        |
| 2006      | Rotorua                             | Karin Moor                          | Mireia Abant                        | Gemma Abant                         |
| 2007      | Fort William                        | Karin Moor                          | Gemma Abant                         | Mireia Abant                        |
| 2008      | Val di Sole                         | Gemma Abant                         | Karin Moor                          | Julie Pesenti                       |
| 2009      | Canberra                            | Karin Moor                          | Julie Pesenti                       | Gemma Abant                         |
| 2010      | Mont Sainte-Anne                    | Gemma Abant                         | Karin Moor                          | Tatiana Janíčková                   |
| 2011      | Champéry                            | Karin Moor                          | Gemma Abant                         | Mireia Abant                        |
| 2012      | Saalfelden                          | Gemma Abant                         | Andrea Wesp                         | Tatiana Janíčková                   |
| 2013      | Pietermaritzburg                    | Tatiana Janíčková                   | Gemma Abant                         | Janine Jungfels                     |
| 2014      | Lillehammer                         | Tatiana Janíčková                   | Nina Reichenbach                    | Gemma Abant                         |
| 2015      | Vallnord                            | Janine Jungfels                     | Tatiana Janíčková                   | Nina Reichenbach                    |
| 2016      | Val di Sole                         | Nina Reichenbach                    | Janine Jungfels                     | Perrine Devahive                    |
| 2017      | Chengdu                             | Nina Reichenbach                    | Nadine Kåmark                       | Irene Caminos                       |
| 2018      | Chengdu                             | Nina Reichenbach                    | Manon Basseville                    | Janine Jungfels                     |
| 2019      | Chengdu                             | Nina Reichenbach                    | Vera Barón                          | Manon Basseville                    |
| 2020      | nicht ausgetragen (Corona-Pandemie) | nicht ausgetragen (Corona-Pandemie) | nicht ausgetragen (Corona-Pandemie) | nicht ausgetragen (Corona-Pandemie) |
| 2021      | Vic                                 | Vera Barón                          | Nina Reichenbach                    | Manon Basseville                    |
| 2022      | Abu Dhabi                           | Nina Reichenbach                    | Vera Barón                          | Hilda Andersson                     |
| 2023      | Glasgow                             | Nina Reichenbach                    | Vera Barón                          | Alba Riera                          |
| 2024      | Abu Dhabi                           | Alba Riera                          | Vera Barón                          | Nina Reichenbach                    |

## Medaillenspiegel
| Platz  | Land             | Gold | Silber | Bronze | Gesamt |
| ------ | ---------------- | ---- | ------ | ------ | ------ |
| 1      | Schweiz          | 9    | 2      | 0      | 11     |
| 2      | Deutschland      | 6    | 7      | 4      | 17     |
| 3      | Spanien          | 5    | 9      | 9      | 23     |
| 4      | Slowakei         | 2    | 1      | 2      | 5      |
| 5      | Tschechoslowakei | 2    | 0      | 0      | 2      |
| 6      | Australien       | 1    | 1      | 2      | 4      |
| 7      | Frankreich       | 0    | 4      | 6      | 10     |
| 8      | Schweden         | 0    | 1      | 1      | 2      |
| 9      | Belgien          | 0    | 0      | 1      | 1      |
| Gesamt | Gesamt           | 25   | 25     | 25     | 75     |